# Прудки (Корочанский район)
Прудки — село, входит в состав Проходенского сельского муниципального поселения Корочанского района Белгородской области Российской Федерации.

## География
Село Прудки, фактически примыкает к селу Проходному, одному из старинных сёл Корочанского района, основанному в годы строительства Белгородской черты — являясь его естественным продолжением. Расположено на расстоянии двух км c права от автомобильной дороги регионального значения 14К-1 «Белгород—Павловск. Расстояние до районного центра — Корочи 11 км, до областного центра — Белгородa 37 км .
Улицы
| - Редина ул., - Кочеткова ул., | - Лесная ул., - Молодёжная ул., | - Первомайская ул., - Цыганская ул., | - Цыганский 1-й переулок, - Цыганский 2-й переулок. |

## Население
По Переписи населения 1979 года численность жителей села  911 чел. По Переписи 1989 года — 653 чел. 
| 2002 | 2010 |
| ---- | ---- |
| 517  | ↘434 |

## История

### В Российской империи
Датой основания хутора Прудки, приблизительно можно считать 1805 год. По сведениям, полученным от старожилов, и записанным сельским краеведом, школьным учителем села Проходного Н. В. Субботиным — первопоселенцем на территории нынешнего села Прудки стал «казённый крестьянин» Ефим Акиньшин, коренной житель Проходного, отселившийся в начале XIX века, и построивший в Прудках собственный хутор.
Длительное время хутор Прудки состоял из нескольких "редко стоящих" домовладений,  не более десятка дворов. Примечательно, что официальном документе Центрального Статистического комитета МВД России — "Списках населённых мест Курской губернии 1862 года", такой населённый пункт, как деревня/хутор Прудки, не значится.

### В СССР
Первым, известным,  документальным упоминанием  хутора "Прудки" является Список населённых пунктов, вошедших в образовавшийся в 1928 году Проходенский сельсовет. По данным на 1935 год в селениях, входящих в сельсовет, значатся: село  Проходное – 595 чел. жит., два хутора – Прудки – 1122 чел. жит. и Пожарный – 186 чел. жит..
Трагическим испытанием для сельчан стала Великая Отечественная война — сёла Прудки и Проходное, как и значительная часть Белгородчины находились в немецкой оккупации, длившейся 222 дня: с 1 июня 1942 года до 7 февраля 1943 года, за период которой был нанесён серьёзный урон народному хозяйству (сожжены или разграблены жилые дома, угнан скот, убиты сельские активисты), из Проходенского сельсовета на принудительные работы в Германию были угнаны 23 чел. жителей. Из сёл Прудки и Проходного участниками войны стали 842 человека. По данным «Книги памяти Белгородской области» фронтах войны погибли или пропали без вести 364 человека.

### В Российской Федерации
С 20 декабря 2004 года — на основании Закона Белгородской области № 159/Ст._4, село Прудки в составе Проходенского сельского муниципального поселения, одно из пяти его населённых пунктов (сс. Проходное, Прудки, Городище, хутор Пожарный и Резников).

## Образование
- 1927–1934 – начальная школа  в Прудках открылась в 1927 году. Поскольку  отдельного здания школы в селении не было,  обучение велось в одной, а затем в двух  крестьянских хатах. Численность жителей росла, увеличивалось и число учеников,  вначале 1930-х г. в «прудковской хуторской школе»  в две смены обучалось  90 учеников, по вечерам обучались взрослые.
- 1935–1943 – на государственные средства в 1935 г. построено новое школьное здание, которое в годы немецкой оккупации было полностью разорено;  в 1943 г., после освобождения села, обучение детей возобновилось  в частном доме... Согласно статистическим данным в период  1950-1970 гг. в Прудковской начальной школе ежегодно обучалось от 190 до 220 чел. учеников; обучение продолжалось в Проходенской восьмилетней (с 1961) и средней (с 1969) школе.
- 1988 – в связи с сокращением числа учащихся – прудковскую начальную школу упразднили, с тех пор дети обучаются в Проходенской школе  [10].

## Православная церковь
Жители Прудков являются прихожанами церкви Покрова Пресвятoй Бoгoрoдицы, открытого 14 oктября 2008 г. в центре села Проходного, освещённого архиепискoпoм Белгoрoдским и Старooскoльским Иoаннoм.

## Памятники истории
- Могила неизвестного красноармейца, погибшего в годы Гражданской войны в России (1917/1918 — 1922), с. Прудки (код памятника: 3100001163).
- Братская могила 37 (тридцати семи) советских воинов, погибших в боях с фашистскими захватчиками, в центре с. Проходное

```
(код памятника: 3100424000)
[
12
]
.
```

## Инфраструктура
С областным центром — Белгородом и районным — Корочей, село Прудки связано регулярным автобусным сообщением, несколькими маршрутами, проходящими через Прудки: № № 128, № 121, № 122, 123, 124, 125, а также,  № 207 «Проходное — Белгород (Энергомаш)», осуществляемым ООО «Корочанское ПАТП».

## Люди, связанные с селом
- Дмитриев, Калина Васильевич (1930 –2013) — советский партийный и государственный деятель, председатель колхоза «Рассвет» Корочанского района Белгородской области (1963-1979). Кавалер орденов Ленина, Знак Почёта, Дружбы народов.